# Максимов, Иосиф Карпович
Иосиф Карпович Максимов (1912 год, деревня Зубриловка — 1995 год, Орск, Оренбургская область) — составитель поездов станции Орск Оренбургской железной дороги, Оренбургская область. Герой Социалистического Труда (1959).

## Биография
Родился в 1912 году крестьянской семье в деревне Зубориловка (сегодня — Балтайский район Саратовской области).
После окончания неполной школы трудился в кузнице. В 1935—1937 годах проходил срочную службу в Красной армии. С 1937 года работал кондуктором грузовых поездов на станции Орск Оренбургской железной дороги. С 1941 года — составитель поездов на этой же станции.
Во время Великой Отечественной войны формировал эшелоны, следовавшие на фронт. После войны формировал грузовые поезда в целинные районы Оренбургской области, на строительство Гайского горно-обогатительного комбината, Орско-Халиловского металлургического комбината, Ириклинскую ГЭС.
Указом Президиума Верховного Совета СССР от 1 августа 1959 года «за выдающиеся успехи, достигнутые в развитии железнодорожного транспорта» удостоен звания Героя Социалистического Труда с вручением ордена Ленина и золотой медали «Серп и Молот».
Избирался депутатом Орского городского и районного советов народных депутатов.
В 1972 году вышел на пенсию. Проживал в Орске.
Скончался в 1995 году. Похоронен на городском Нагорном кладбище.

## Награды
- Герой Социалистического Труда
- Орден Ленина
- Медаль «За трудовое отличие» (10.04.1951)
- Медаль «В ознаменование 100-летия со дня рождения Владимира Ильича Ленина»